# Guilherme de Mark
Guilherme de Mark (em francês:  Guillaume de la Marck, em alemão:  Willhem von der Mark, 1446–1485) foi um aventureiro originário da Alemanha. Ele tornou-se um importante personagem no século XV no Principado-Bispado de Liège, sendo apelidado de o javali das Ardenas (le sanglier des Ardennes).
Era filho de João II, senhor de Aremberg e de Sedan, e de Ana de Virnenburgo.
Em 1482, com o intuíto de afirmar o seu poder na região, marchou sobre Liège e assassinou o Príncipe-Bispo, Luís de Bourbon, com o intuíto de colocar no cargo o seu filho João de Mark. Este ato levou a uma guerra civil no território.
O seu sobrinho, Erard de Mark veio a tornar-se príncipe-bispo de 1506 a 1538.
Seu bisneto Guilherme II de Mark foi um importante líder na guerra dos oitenta anos.